# David Murray, II conte di Mansfield
David Murray, II conte di Mansfield (9 ottobre 1727 – 1º settembre 1796), è stato un politico britannico, noto come visconte Stormont dal 1748 al 1793.
Successe ad entrambe le linee di Mansfield e Stormont della famiglia Murray, ereditando due titoli e due fortune.

## Biografia
Mansfield era figlio di David Murray, VI visconte di Stormont, e di sua moglie, Anne Stewart, erede di John Stewart di Innernytie. Il Lord Chief Justice William Murray, I conte di Mansfield era suo zio paterno.
Stormont ereditò la tenuta di famiglia e il titolo di Visconte Stormont a 21 anni quando suo padre morì nel 1748.

## Carriera
Lo zio di Stormont era determinato a far progredire il nipote ed erede, quindi pianificò attentamente l'istruzione e l'occupazione di Stormont. Eccelleva nello studio dei classici e delle lingue, in particolare del latino, quindi fu deciso che sarebbe diventato un diplomatico.
Stormont divenne ambasciatore in Sassonia, Austria e poi in Francia con l'aiuto di suo zio. Nei primi anni della guerra d'indipendenza americana, ebbe un ruolo nell'inviare notizie delle azioni americane in Inghilterra. Venne eletto pari rappresentativo scozzese nel 1754. Divenne un amico di William Henry Cavendish-Bentinck, III duca di Portland, quando fu mandato a studiare sotto Stormont per un anno a Varsavia, su richiesta dello zio di Stormont e della duchessa di Portland. Il duca era accompagnato dal segretario di Stormont, Benjamin Langlois.
Quando Federico II di Prussia invase la Sassonia, l'elettore di Sassonia fu costretto a ritirarsi da Dresda a Varsavia, capitale del suo regno polacco.

### Vienna
Poi Stormont fu nominato ambasciatore britannico in Austria (1763-1772) alla corte dell'imperatrice Maria Teresa. La moglie di Stormont, che era una nobildonna tedesca di nascita, lo aiutò a farsi accettare dall'alta società di Vienna. La sua morte causò a Stormont un crollo nervoso e gli fu concesso un lungo periodo di aspettativa, imbalsamò il suo cuore in un vaso d'oro e lo portò ovunque andasse.
Stormont non tornò al suo incarico per due anni e rimase celibe per un decennio.
Il grande antiquario Johann Joachim Winckelmann (che incontrò a Roma nel 1768), aveva lavorato come bibliotecario per il suocero di Stormont (il conte von Bünau). Egli osservò che Stormont era " l'uomo più colto del suo rango che abbia mai conosciuto ".
Dopo il suo ritorno da Roma, gli ultimi quattro anni a Vienna furono dominati dalla guerra russo-turca iniziata nel 1768. Protestò ufficiosamente contro la spartizione della Polonia, che fu finalizzata nel 1772.
Dopo aver lasciato Vienna, l'imperatore Giuseppe II, gli regalò un cofanetto d'oro tempestato di diamanti.

### Parigi
Nel frattempo Stormont era diventato un importante diplomatico britannico. Fu ambasciatore a Parigi dal 1772 al marzo 1778. In Francia, incontrò la regina Maria Antonietta, che aveva conosciuto quando era una piccola arciduchessa alla corte di sua madre a Vienna anni prima. La regina di Francia fu molto contenta di essere accolta da un volto amichevole e fece amicizia con il visconte. Si diceva che insegnò alla giovane regina come suonare la tromba e per commemorare la loro amicizia, gli regalò una delle tre scrivanie Jean-Henri Riesener precedentemente commissionate per celebrare il suo matrimonio. Maria Antonietta lo soprannominò " le bel Anglais ".
Nel 1774, quando suo zio Lord Mansfield soggiornò all'ambasciata francese, Lord Stormont lo presentò ai sovrani al Palazzo di Versailles. Era stimato tra la nobiltà francese per il suo cervello intelligente, il suo cuore gentile e il suo bell'aspetto.
Nel marzo 1778, la Francia dichiarò di sostenere la rivoluzione americana contro la Gran Bretagna. Quindi, gli ambasciatori in entrambi i paesi furono richiamati e Stormont tornò in Inghilterra.

### Politica
Stormont raggiunse l'apice della sua carriera quando fu nominato ultimo Segretario di Stato per il Dipartimento del Nord, incarico che ricoprì dal 1779 al 1782.
Nel 1783 fu nominato Lord President of the Council e di nuovo dal 1794 al 1796. Servì come Lord Justice General (1778-1795). Fu nominato Consigliere Privato nel 1763.

## Rivolte di Gordon
Durante le rivolte di Gordon del 1780, la residenza cittadina di Bloomsbury Square di suo zio Lord Mansfield fu incendiata fino alle fondamenta. Fu riferito che Lord Mansfield, Lady Mansfield e sua figlia Lady Elizabeth erano fuggiti usando la porta sul retro. Gli abiti di Lady Mansfield furono bruciati insieme alla preziosa collezione di libri di Lord Mansfield.
Nel 1793 successe a suo zio, Lor Mansfield. Stormont divenne conte di Mansfield della creazione del 1792, mentre sua moglie gli successe come contessa di Mansfield della creazione del 1776, secondo le rimanenze speciali nelle lettere patenti. Ereditò Kenwood House dallo zio e tutta la sua ricchezza.
Nel marzo 1794, re Giorgio III visitò Kenwood House, la regina Carlotta scrisse nel suo diario "che sua maestà fece la sua passeggiata all'aria aperta e fu curioso della nuova aggiunta architettonica a Kenwood da parte del suo amico, il conte di Mansfield".

## Morte
Lord Mansfield morì nel settembre 1796 e fu succeduto nei suoi titoli dal figlio maggiore David. Nel suo testamento aveva chiesto una semplice sepoltura ovunque fosse morto e che il suo cuore fosse portato a Scone Palace per essere riunito a quello della sua prima moglie.
Ma, invece, il suo corpo fu sepolto con suo zio nell'Abbazia di Westminster con molte processioni adatte a una figura così importante. Il suo cuore fu sepolto nel Castello di Comlongon. Lasciò alla figlia maggiore tre dipinti di sua madre Henrietta e lasciò a tutti i suoi figli più piccoli uguali eredità.
La contessa di Mansfield sopravvisse al marito per 47 anni. Si risposò con il cugino di primo grado, Robert Fulke Greville, nel 1797.

## Matrimoni

### Primo Matrimonio
Sposò, il 16 agosto 1759, la contessa Henrietta von Bünau (1737-10 marzo 1766, figlia di Heinrich von Bünau. Ebbero due figlie:
- Lady Elizabeth Murray (18 maggio 1760-1 giugno 1825)[9], sposò George Finch-Hatton, ebbero tre figli;
- Henrietta Anne Murray (16 ottobre 1764-1765).

Il loro matrimonio fu inaspettato, invece di un matrimonio calcolato con un membro della nobiltà britannica come suo zio, scelse di sposarsi per amore con la contessa Henrietta. Prima del suo secondo matrimonio, Henrietta era già una giovane e ricca vedova, il cui suo primo marito era morto giovane e le aveva lasciato in eredità tutta la sua fortuna e tre tenute danesi. Dopo aver sposato Stormont, li vendette nel 1760. Lo zio di Stormont, Lord Chief Justice, lo incoraggiò nel suo corteggiamento, inviò persino lettere a Henrietta, futura contessa di Mansfield e le diede il benvenuto in famiglia.

### Secondo Matrimonio
Sposò, il 5 maggio 1776 a Vienna, Louisa Cathcart (1758-11 luglio 1843), figlia di Charles Cathcart, IX Lord Cathcart e nipote di Sir William Hamilton. Ebbero cinque figli:
- David Murray, III conte di Mansfield (7 marzo 1777-11 febbraio 1840);
- George Murray (1780-1848);
- Charles Murray (22 agosto 1781-17 settembre 1859), sposò Elizabeth Law, ebbero tre figli;
- Henry Murray (1784-29 luglio 1860), sposò Emily de Vismé, ebbero cinque figli[10];
- Lady Caroline Murray (1789-21 gennaio 1867).

## Fonti
- Kidd, Charles, Williamson, David (editors). Debrett's Peerage and Baronetage (1990 edition). New York: St Martin's Press, 1990
- Darryl Lundy, FAQ, su thepeerage.com, The Peerage.